# Louzac-Saint-André

Louzac-Saint-André este o comună în departamentul Charente, Franța. În 1 ianuarie 2022 avea o populație de 964 de locuitori.